# Gienger (Adelsgeschlecht)

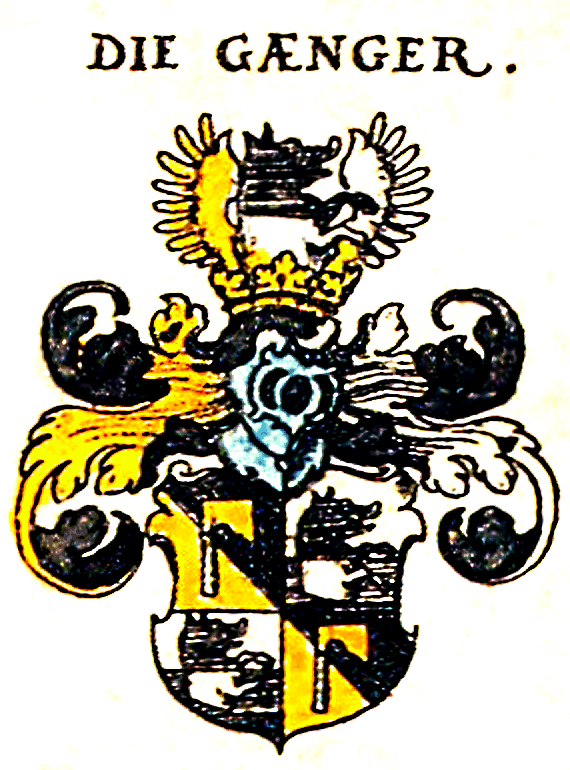
Wappen der Gienger im Siebmacher (Abbildung seitenverkehrt)

Die Gienger (Giengen, Gaenger, Gänger) von Grienpichel (Grünbüchel, Grünbüchl, Grünbichl, Grienpichel), von Wolfsegg (Wolfseck) und Rotteneck (Rottenegg) waren ein aus Ulm stammendes österreichisches Adelsgeschlecht, welches nach ihrer Veste Grienpichel, heute Schloss Grünbühel (Gemeinde Kilb), benannt ist. 1608 wurden sie in den österreichischen Freiherrnstand erhoben, 1635 in den niederösterreichischen Herrenstand aufgenommen. Die österreichische Linie erlosch Mitte des 18. Jahrhunderts, in Bayern wird 1769 noch Joseph Freiherr von Gienger erwähnt.

## Geschichte
Die Gienger lassen sich bis auf Leo Löw, 1265 als Bürger in Giengen an der Brenz genannt, zurückverfolgen. Dessen Enkel Heinrich Löw von Giengen (Heinrich Gienger I.) übersiedelte 1286 nach Ulm; er war der Stammvater der Löw (Löwen) von Giengen, einem Ulmer Patriziergeschlecht. Der aus einer reichen Händlerfamilie stammende Jakob Müller heiratete um 1420 Petronilla Gienger aus dem Geschlecht der Löw von Giengen und nannte sich danach Gienger. 1440 erlangte er das Bürgerrecht, 1451 bis 1452 war er Spitalpfleger und 1453 Richter. Sein Sohn Hans (Johann) Gienger war 1469 der reichste Bürger von Ulm, sein Sohn Ernst Damian (Damian I.) Gienger († 1556) wurde von Kaiser Ferdinand I. wegen seiner Verdienste im schwäbischen Bauernaufstand zum Ritter geschlagen. Er hatte elf Söhne und fünf Töchter. Um 1550 bis 1560 gingen seine Söhne nach Österreich und übernahmen verschiedene Ämter. Seit 1625 lebten keine Gienger mehr in Ulm. 
Der erstgeborene Sohn des Damian I. Georg wurde Vizekanzler des Heiligen Römischen Reiches, Landvogt in Ober- und Niederschwaben, geheimer Rat und war Herr auf Rotteneck und Burgvogt von Enns. Er hatte aber keine männlichen Nachkommen.
Die Gienger teilten sich in zwei Linien auf. Die Nachkommen von Jakob Gienger nannten sich nach ihrem Sitz bei Kilb Gienger von Grünbühel (Grienpichel) und erloschen nach 1700. Die Deszendenz nach Cosmas nannten sich Gienger von Wolfseck nach dem Schloss Wolfsegg im Hausruck, diese Linie starb 1623 im Mannesstamm aus. Niklas Gienger von Grünbühel und sein Vetter Johann Friedrich wurden von Kaiser Rudolph II. am 1. Mai 1608 in den Freiherrnstand erhoben. 1635 wurden die Gienger in den niederösterreichischen Herrenstand aufgenommen.
Johann Franz Freiherr von Gienger ging nach Bayern und so erlosch das Geschlecht Mitte des 18. Jahrhunderts in Österreich.

## Persönlichkeiten
- Ernst Damian I. Gienger (um 1475–1556), 1544 von Kaiser Ferdinand I. zum Ritter geschlagen, seine Söhne waren:

- Georg Gienger von Rotteneck (1497–1577), Doktor beider Rechte, Vizekanzler des Heiligen Römischen Reiches,
- Eitl Hans Gienger (Eutl Johann) (1505–1569), Landvogt zu Feldkirch, Land- und Feldzeugmeister in Tirol,
- Jakob Gienger von Grienpichel (1510–1578), Vizedom von Oberösterreich, niederösterreichischer Hofkammerrat,
- Cosmas Gienger von Wolfseck (1516–1592), Kriegsmuster-Commissarius in Ungarn und Böhmen, Vizedom von Oberösterreich,
- Hans Georg Gienger (Gänger) (1520–nach 1567), Hauptmann von Petschau und Pfleger im Johannestal (Janské údolí).

- Hans (Johann) Adam Gienger von Wolfseck und Rotteneck (1558–1623), Vizedom von Oberösterreich

## Wappen
Stammwappen
schräg geteilter Schild (von oben rechts nach unten links) oben schwarz, unten golden; darin eine eiserne Hacke, aufrecht gestellt, der Stiel schwarz, das Blatt weiß.
vermehrtes Wappen 1563
wie das Freiherrnwappen, entstanden aus dem Stammwappen (Hacke) und dem Wappen einer ausgestorbenen Linie der Gienger (Eber). 1563 von Kaiser Ferdinand I. an Georg Gienger verliehen.
Freiherrnwappen
ein gevierter Schild, 1 und 4 das Stammwappen, 2 und 3 quer geteilt, oben weiß, unten schwarz, darin ein wachsendes, nach links aufspringendes Wildschwein, oben schwarz (im weißen Feld), unten weiß; ein gekrönter Helm, darauf zwei Adlerflügel, der vordere golden, der hintere schwarz, dazwischen das Wildschwein wie im Wappen. Helmdecken rechts schwarz-golden und links schwarz-silbern.

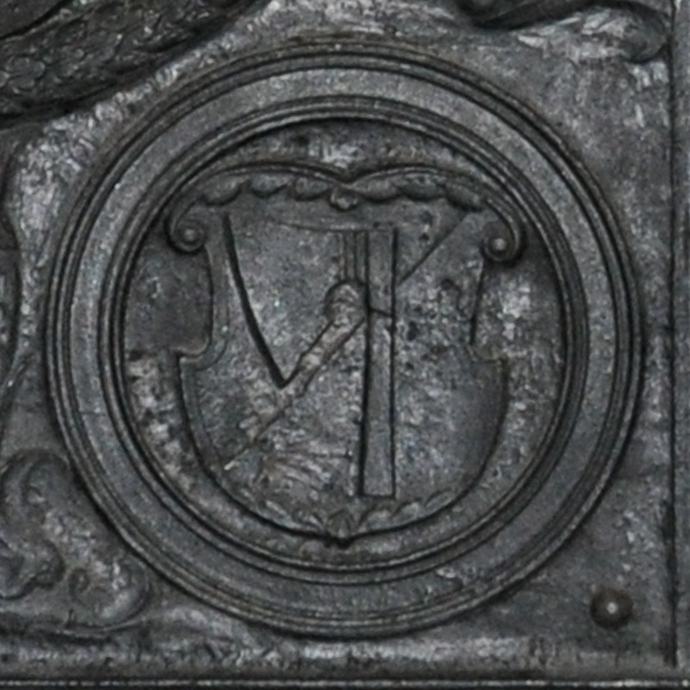
Stammwappen der Gienger (Bessererkapelle, Ulmer Münster)
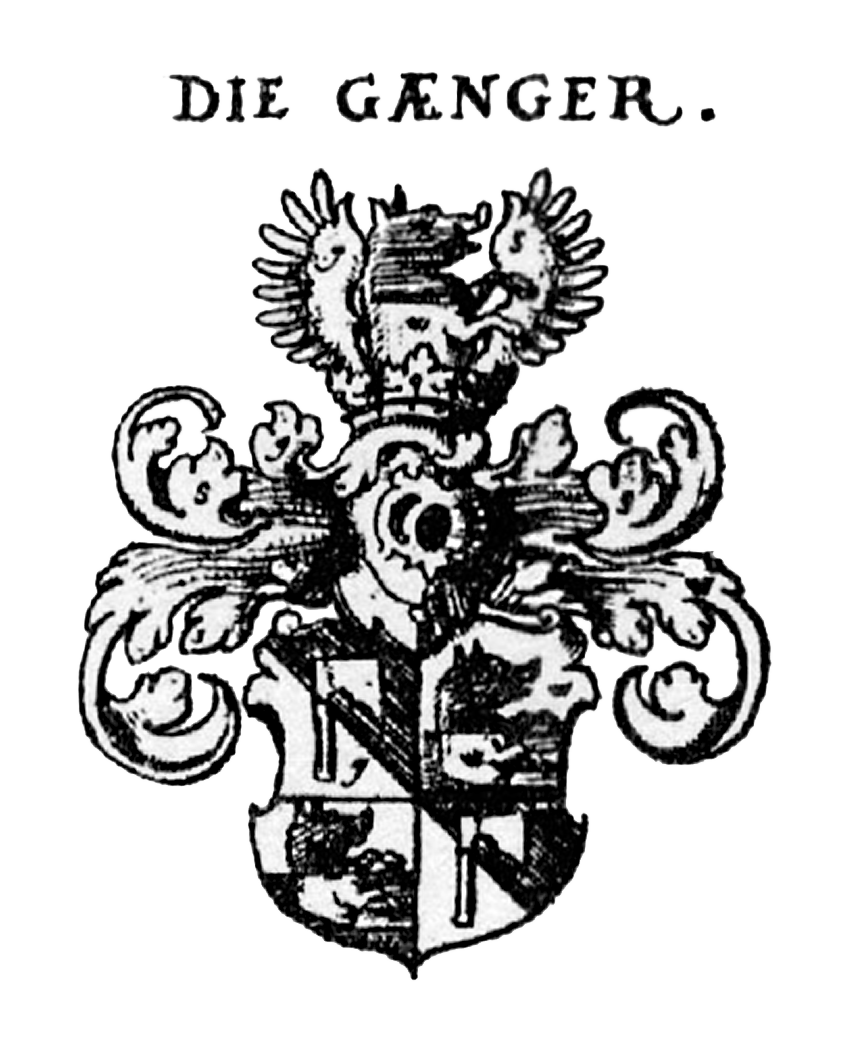
Wappen der Gienger (Gaenger) (Abbildung seitenverkehrt)
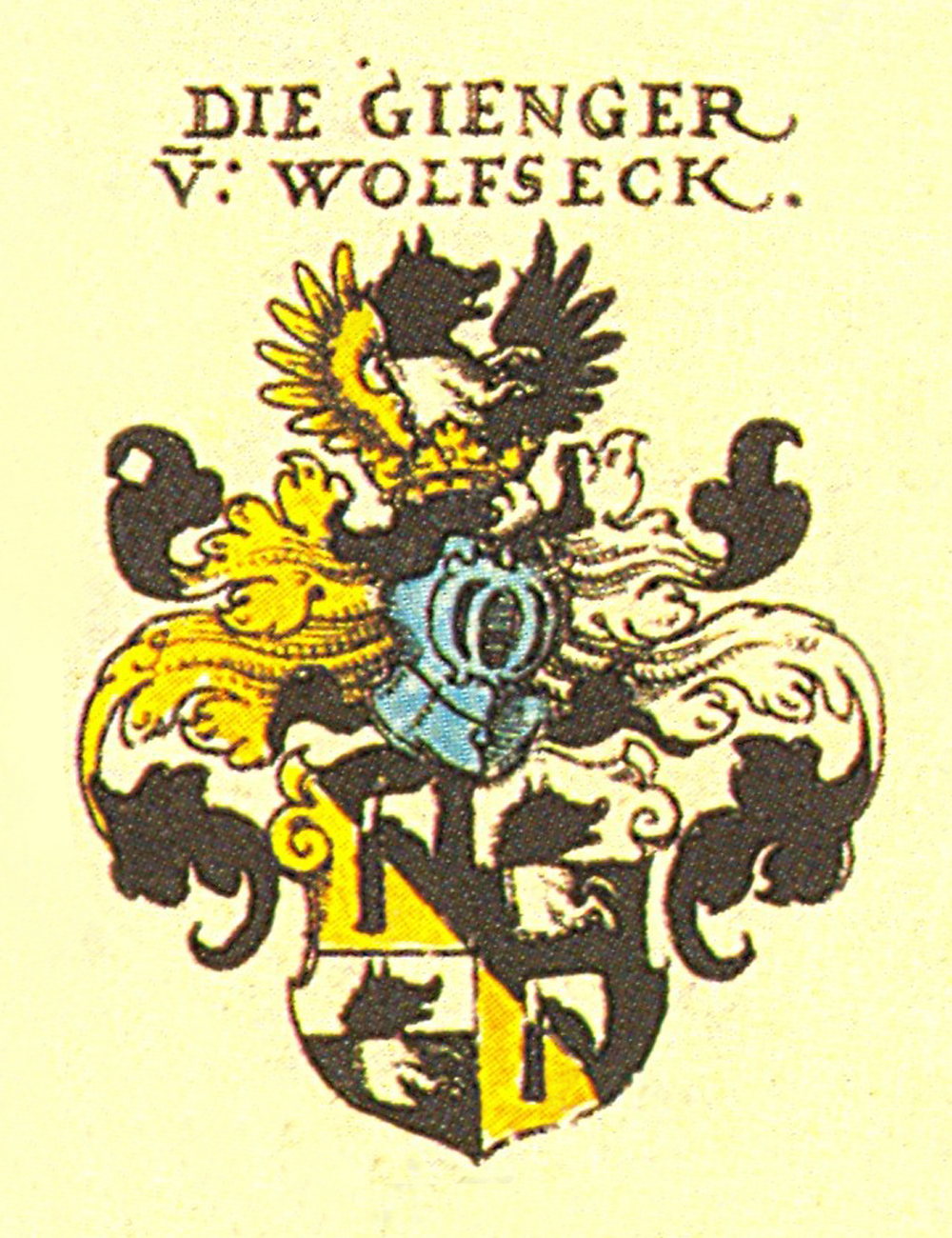
Wappen der Gienger von Wolfsegg (Abbildung seitenverkehrt)
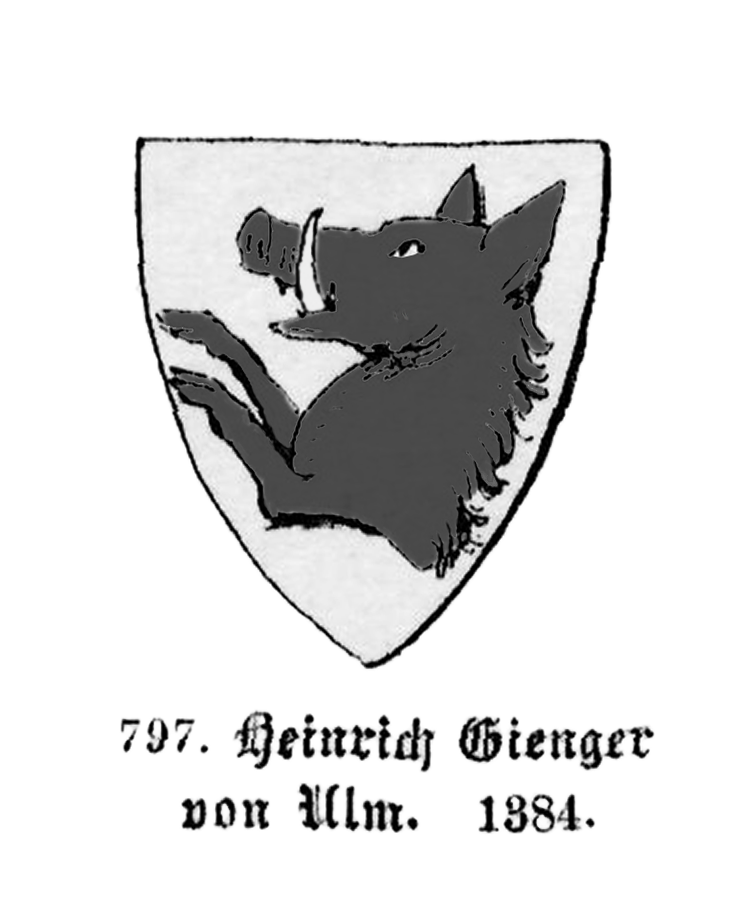
Wappen des Heinrich Gienger, Ulmer Patrizier 1384
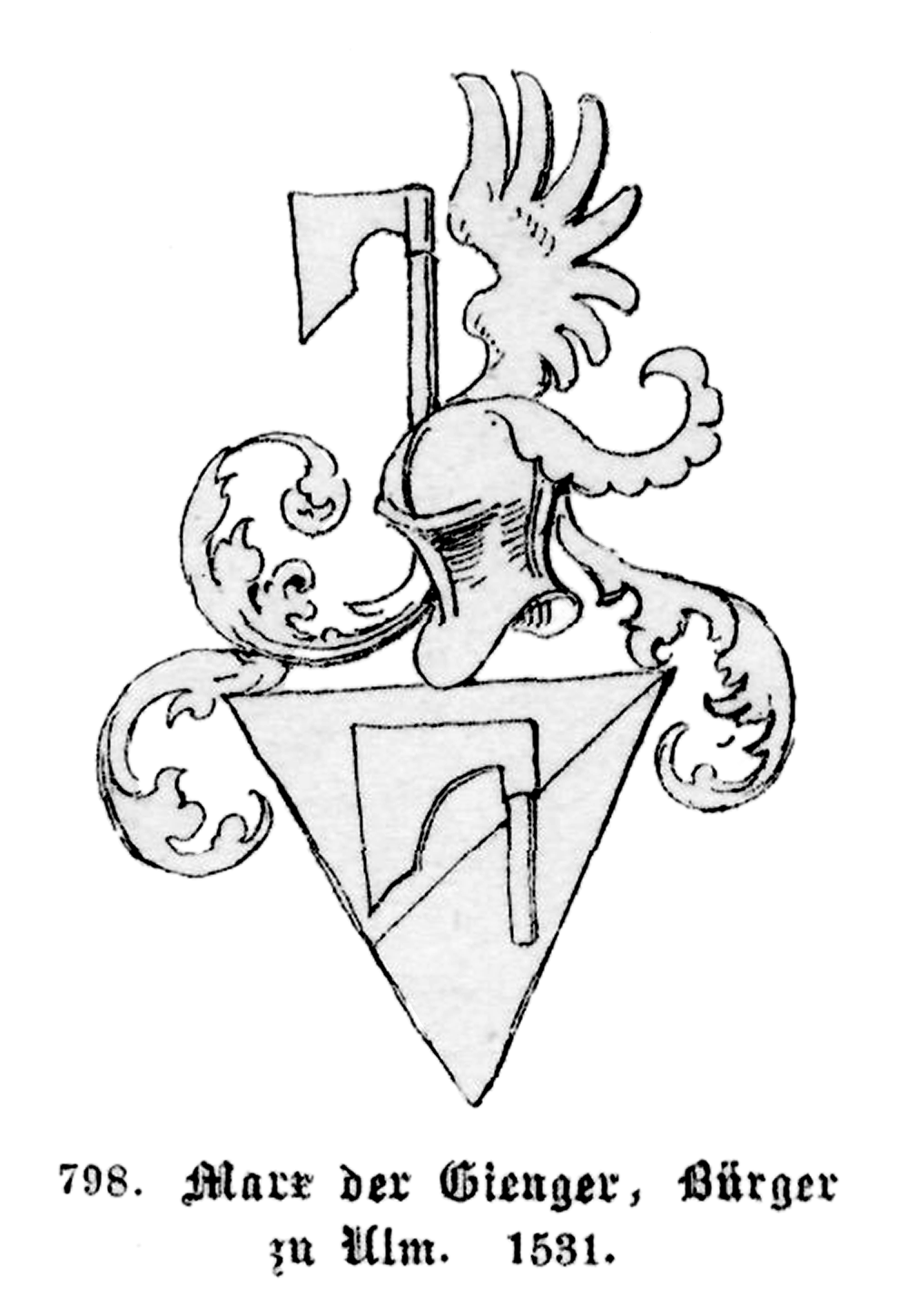
Wappen des Marx Gienger, Ulmer Patrizier 1531

## Stammliste der Gienger
Die Stammliste der Gienger von Giengen bei Ulm um 1200 bis ca. 1750.

## Anmerkung
Das Geschlecht der Hofmann, Freiherrn von Grünbühel (Schloss Grünbühel bei Rottenmark) und Strechau, ist nicht verwandt mit den Giengern.